# Гай Калпурний Пизон (консул)
Вижте пояснителната страница за други личности с името Гай Калпурний Пизон.
Гай Калпурний Пизон (на латински: Gaius Calpurnius Piso; † 19 април 65 г.) e римски политик, сенатор, оратор и литературен меценат. Той е известен с наречения на него Пизонски заговор през 65 г. против император Нерон и след неговият неуспех се самоубива.
Пизон е приет през май 38 г. в колегията на арвалските братя, от където през 40 г. е изгонен от Калигула. След 41 г. Клавдий го извиква обратно от изгнанието му и го прави суфектконсул.
Чрез способностите му в поезията, музиката и с луксозния си живот, той е най-популярният мъж в Рим.